# Ла Кверче (Арецо)
Ла Кверче је насеље у Италији у округу Арецо, региону Тоскана.
Према процени из 2011. у насељу је живело 31 становника. Насеље се налази на надморској висини од 272 м.